# Tetanospazmin
Tetanospazmín je nevrotoksični eksotoksin bacila Clostridium tetani, ki povzroča živčnomišične znake tetanusa pri bolniku.
Gre za enega od treh najbolj strupenih poznanih substanc za človeka, poleg botulina in davičnega toksina. Ocenjeni smrtni odmerek je 2,5 nanograma na kilogram telesne teže. Proizvajajo ga bakterijske celice v fazi rasti, v okolico pa se izloči, ko pride do celične lize. Liza naravno nastopi, ko začnejo iz celice nastajati trosi (spore) in med vegetativno rastjo. Bakterije v telo navadno stopijo skozi rano in v anaerobnih razmerah (z malo kisika) začno tvoriti trosi. Toksin se preko krvi in limfe razseje po organizmu.

## Delovanje
Tetanospazmin lahko dospe iz okužene rane preko motoričnih živcev ali po krvi v osrednje živčevje. V živčnem tkivu se nepovratno (ireverzibilno) veže na gangliozidne membrane živčnih sinaps in zavre sproščanje inhibitornih živčnih prenašalcev iz živčnih končičev. Posledično nastopi generalizirana tonična spastičnost, običajno s spremljajočimi občasnimi toničnimi krči. Ko se toksin veže na membrane, ga ni mogoče več nevtralizirati. Toksin deluje na več mestih v osrednjem živčevju, vključno s perifernimi motoričnimi ploščicami, hrbtenjačo in možgani ter tudi simpatičnim živčevjem. Prizadetost vegetativnega živčevja se kaže z znojenjem, tahiaritmijami, neurejenim krvnim tlakom in periferno 
vazokonstrikcijo (zožanje žil). Do ozdravitve pride, ko nastanejo nove sinapse.

## Zaščita
Pri okužbi s tetanusom je na voljo pasivna zaščita s tetanusov tetanusovim antitoksinom, ki je pridobljen na živalih ali iz človeške krvi. Nevtralizira tetanospazmin, ki še ni vstopil v živčne celice. Omogoča kratkotrajno zaščito (2 do 4 tedne).